# Podmorje Trstenika
Podmorje Trstenika este o arie protejată (sit de importanță comunitară — SCI) din Croația întinsă pe o suprafață de 487,11 ha, integral marine.

## Localizare
Centrul sitului Podmorje Trstenika este situat la coordonatele 44°39′55″N 14°34′52″E / 44.665229°N 14.581217°E.

## Înființare
Situl Podmorje Trstenika a fost declarat sit de importanță comunitară în iulie 2013 pentru a proteja un număr necunoscut de specii din flora spontană și fauna sălbatică aflate în arealul zonei.

## Biodiversitate
Situată în ecoregiunea marină mediteraneană, aria protejată conține 2 habitate naturale: Straturi cu Posidonia (Posidonion oceanicae), Lagune de coastă.
La baza desemnării sitului se află un număr nedeclarat de specii protejate.